# H&M

Logo H&M

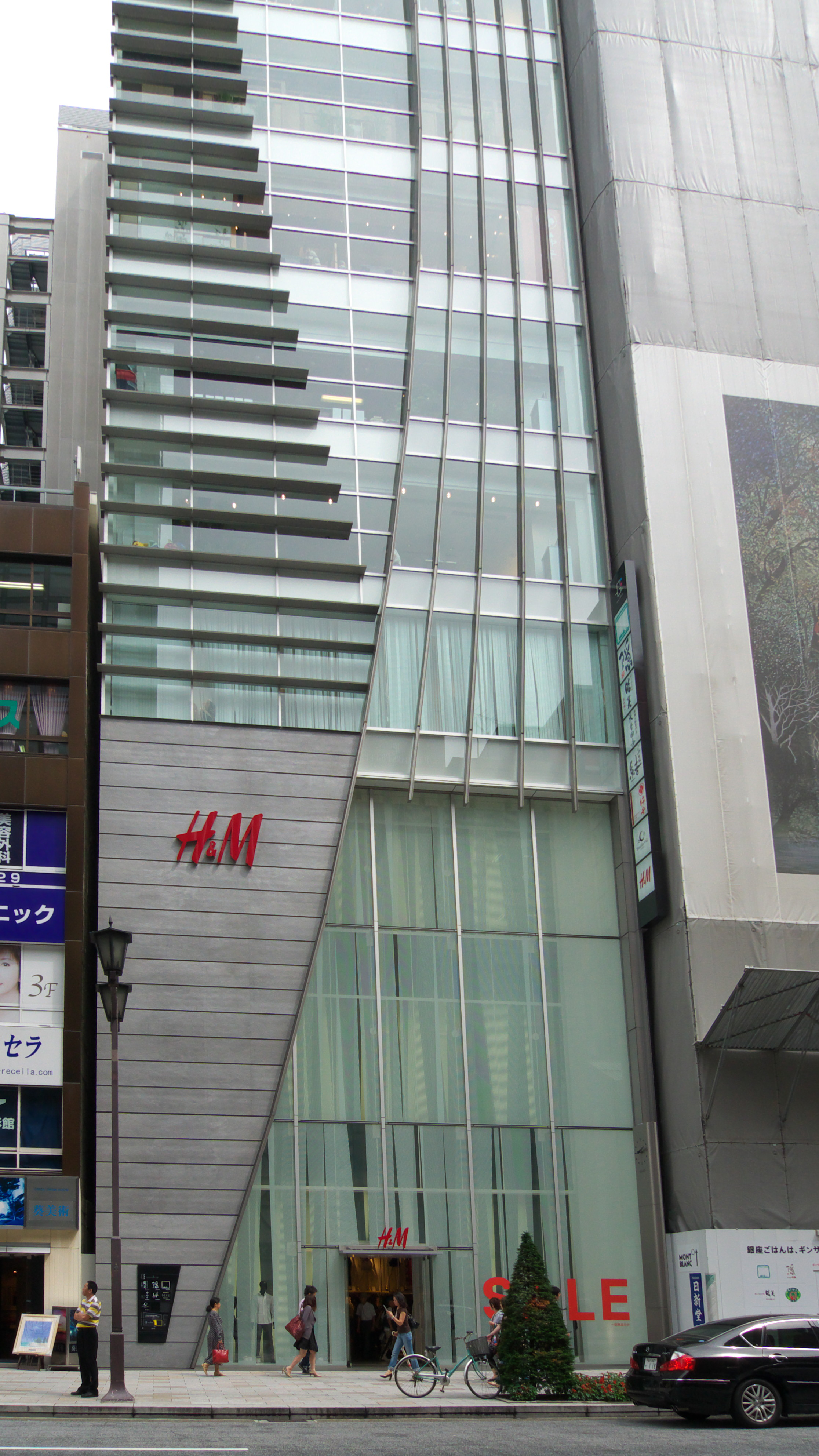
Magazin H&M în districtul Ginza din Tokio

H & M (forma scurtă pentru Hennes & Mauritz) este o companie suedeză de îmbrăcăminte din Stockholm.
Compania a fost înființată în 1947, în Västerås, Suedia.
În iulie 2010, H&M avea aproximativ 76.000 de angajați, care lucrau în circa 2.000 de magazine din 37 de țări,
fiind al treilea mare retailer de îmbrăcăminte la nivel mondial, după grupul american Gap și Inditex din Spania.
Cea mai mare piață este Germania, urmată de Marea Britanie și Suedia.
În iunie 2007, compania avea 1.420 de magazine, comparativ cu 1.244 unități în iunie 2006.

## H&M în România
Compania a deschis primul magazin în România pe 25 martie 2011, în centrul comercial AFI Palace Cotroceni.
Până în 2015, H&M a deschis 38 magazine, dintre care 12 în București (în AFI Palace Cotroceni, Unirea Shopping Center, Băneasa Shopping City, Plaza Romania Megamall și București Mall) și 26 în țară, în Brașov, Cluj, Timișoara, Iași (Palas Mall), Arad, Bacău (Arena Mall), Pitești, Ploiești, Constanța, Baia Mare, Oradea, Suceava, etc.
În noiembrie 2013, numărul magazinelor a ajuns la 28 iar numărul angajaților la 700.
Număr de magazine:
- 2013: 23[11]
- 2015 : 38
- 2011: 11[12]

Cifra de afaceri:
- 2013: 101 milioane euro [10]
- 2012: 74 milioane euro [11]
- 2011: 37 milioane euro [12]